# (7780) Maren
(7780) Maren (1993 NJ) – planetoida z pasa głównego asteroid okrążająca Słońce w ciągu 4,04 lat w średniej odległości 2,54 j.a. Odkryta 15 lipca 1993 roku.